# 達雷爾島

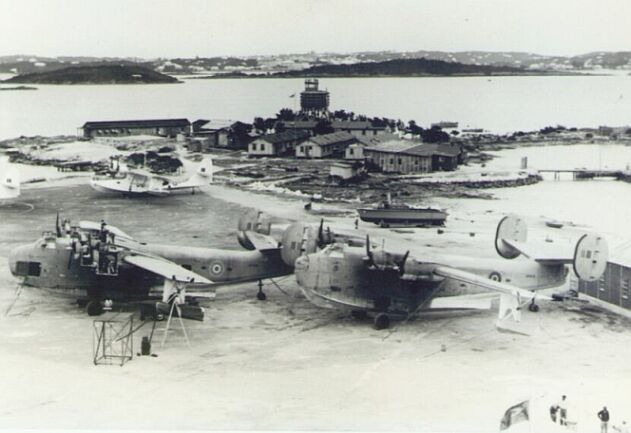

達雷爾島（英語：Darrell's Island）是百慕達的島嶼，位於大百慕達島以北0.6公里的大西洋海域，長0.75公里、寬0.12公里，面積0.09平方公里，最高點海拔高度6米，帝國航空公司在1936年興建飛行艇站。

## 外部連結
- RAF Darrell's Island

32°16′30.27″N 64°49′15.94″W / 32.2750750°N 64.8210944°W